# 高澤廣志
髙澤 廣志（たかざわ ひろし）は、日本の企業家。楽天証券ホールディングス株式会社代表取締役社長、楽天生命保険株式会社代表取締役社長等を経て、楽天グループ株式会社副社長執行役員Asia RHQ 代表 インベストメント＆インキュベーションカンパニー プレジデント。

## 略歴
東京都出身。
1984年青山学院大学経営学部卒業
1984年4月、鹿島建設株式会社入社
1988年4月、野村證券株式会社に入社
2000年1月、日本GMACコマーシャルモーゲージ株式会社（現キャップマークジャパン株式会社）最高財務責任者（CFO）
2001年5月、同社代表取締役
2003年、MFL入社、同社代表取締役
2005年5月、楽天証券株式会社投資銀行本部マーチャントバンキング部 部長
2006年4月、楽天証券株式会社投資銀行本部長兼マーチャントバンキング部長
2006年5月、楽天キャピタルパートナーズ株式会社代表取締役社長、楽天アセットマネジメント取締役、楽天証券ホールディングス取締役、楽天投信投資顧問株式会社代表取締役社長
2006年11月、楽天株式会社執行役員投資事業 事業長
2007年10月、楽天証券ホールディングス株式会社代表取締役社長
2007年10月、ドットコモディティ株式会社取締役
2009年8月、RSエンパワメント株式会社代表取締役
2010年6月、ソースネクスト株式会社社外取締役
2012年11月、楽天投信投資顧問株式会社代表取締役会長、楽天証券株式会社取締役副社長、アイリオ生命保険株式会社代表取締役社長
2016年4月、楽天株式会社常務執行役員
2016年6月、楽天証券株式会社取締役、楽天生命株式会社代表取締役会長、楽天投信投資顧問株式会社取締役。
2017年4月、楽天株式会社常務執行役員インベストメントカンパニープレジデント、
2017年9月、株式会社エアウィーヴ社外取締役
2018年10月、みんなのビットコイン株式会社取締役
2020年5月、ジェネシスヘルスケア株式会社社外取締役
2021年8月、楽天メディカル社取締役（現任）
2022年4月、楽天グループ株式会社副社長執行役員Asia RHQ 代表 インベストメント＆インキュベーションカンパニー プレジデント（現任）
2023年3月、楽天カード株式会社取締役（現任）